# Project Orpheus
Project Orpheus est une série télévisée néerlandaise en douze épisodes de 45 minutes créée par Michal Aviram et diffusée entre le 13 mars et le 29 mai 2016 sur NPO 3.
Il s'agit de l'adaptation israélienne Metim LeRega diffusée en 2014.
Cette série est inédite dans tous les pays francophones.

## Fiche technique
- Titre : Project Orpheus
- Création : Michal Aviram
- Producteurs exécutifs :
- Costumes : Vreneli van Helbergen
- Date de diffusion : 13 mars 2016

## Distribution

### Acteurs principaux
- Lisa Smit : Daniëlle « Daan » Veldhoven
- Stefanie van Leersum : Nienke de Wit
- Jouman Fattal : Amira el Kadi
- Tobias Nierop : IJsbrand van Dedem
- Willem Voogd : Ivan Zabolotski
- Tarikh Janssen : Zeger
- Guy van Sande (nl) : Karl Lunshof
- Carine Crutzen : Mevrouw Veldhoven
- Mike Weerts : Jasper Overbeeke
- Sanne Langelaar : Jasmijn Adema

### Acteurs secondaires
- Loes Schnepper : Mieke
- Mandela Wee Wee : Pele
- Ali Ben Horsting : Van Tonningen
- Karien Noordhoff : Petra
- Mads Wittermans : Mike
- Hassan Slaby : l'ami d'Amira (un épisode)